# Живи песак
Живи песак је обичан песак који засићен водом губи ослонац и поприма особине течности. Глина такође може да “оживи”, и у мочварама и баруштинама има живог блата. “Живост” је начин на који вода која тече кроз песак, глину или неки други материјал подиже и раздваја његова ситна зрнца. У обичном песку, било да је мокар или сув, честице песка су прибијене једна уз другу. Међутим, код живог песка невидљиви водени јастук држи зрна песка на малом растојању. Зато је оно што изгледа као чврста површина у ствари течност, густа смеша воде и песка.
Зрнца живог песка разликују се од обичног по томе што су округла а не угласта или оштра. Вода пролази између њих, раздваја их и подиже тако да зрна живог песка пливају. Зато она и не могу да држе на себи чврсте предмете. Неке врсте живог песка су од растресите земље, мешавине песка и блата или шљунковитог блата.
Код већине површина са живим песком, обичан песак лежи на води, на пример на неком пенушавом извору. Вода тежи да се пробије навише, док је песак притиска наниже. Песак “оживи” кад се притисак воде испод њега изједначи са његовом тежином или је премаши. Пошто је свако зрно обавијено танком воденом опном, нестају контакт и трење између честица песка. Ако се, на пример, баци камен на песак који изгледа сасвим чврсто, он ће нестати испод површине, баш као да је бачен у језеро.
Било која врста песка, крупног или ситног, помешаног са шљунком или без њега, може да постане живи песак уколико је његова ефективна тежина преузета водом између честица. Потребан је јачи извор воде да би подигао већа зрна, док је за најфинији песак округлих зрна довољан сасвим слаб водени ток. Живи песак се може наћи где год на истом месту има песка и воде. Има га обично близу ушћа великих река и на равним обалама где се испод њега налази слој чврсте глине који не пропушта воду, у коритима потока и на обалама океана, у преријама и на планинама. Најчешће се налази у брдима са много кречњачких пећина богатих подземним изворима; изнад таквих извора настаје живи песак.
Живи песак може бити сакривен испод лишћа или сасушене покорице од блата. Велики тешки предмети понекад упадну у живи песак, са катастрофалним последицама.
Људи су се вековима бојали живог песка јер се веровало да увлачи своје жртве све док не потону. Међутим, то није тачно. Ако неко зна како треба да поступи када упадне у живи песак, онда све то није опасно. Ако човек угази у живи песак, вероватно ће преживети јер га живи песак не вуче на дно ништа јаче него било које језеро. Он, у ствари, боље одржава ствари на површини него вода. Суспензија песка и воде гушћа је од људског тела, тако да оно не може да потоне испод површине, али покушај избављања из живог песка без помоћи другога може довести до губитка равнотеже и дављења. Према томе, човек ће сасвим лепо плутати, осим ако не носи неки тежак терет. Да би изашао из живог песка, довољно је да се лиши свега тешког и мирно отплива до чврстог тла.